# 僕のジョバンニ
『僕のジョバンニ』（ぼくのジョバンニ）は穂積による日本の漫画。『月刊flowers』（小学館）にて、2016年7月号より連載していたが、同誌2019年9月号に掲載された第30話の最終294頁の欄外に於いて「『僕のジョバンニ』は、しばらく休載となります。連載再開時期は決定次第、本誌でお知らせいたします。」との編集部告知以降、長期休載が続いている（2024年5月現在）。チェロを巡って2人の少年を軸に物語が展開する。

## あらすじ
日良至沖で海難事故に遭った橘郁未は、手塚鉄雄の弾くチェロの音に導かれて近くの浜辺に流れ着く。この事故により母親は亡くなり、他に身元引受人がいない郁未は鉄雄や鉄雄の兄の哲郎たちが暮らす家で引き取られることになった。郁未と鉄雄はチェロを通じてお互いに打ち解けていく。しかし、ある時郁未は最も難曲といわれるドヴォルザークのチェロ協奏曲を簡単に弾いてのけ、その演奏に鉄雄は劣等感を抱き郁未と距離を置き始める。鉄雄は魔女と呼び嫌う蘇我百合子に弟子入りを志願し、小学校卒業まで半年を切った時期に百合子と共にイタリアへと旅立つ。百合子の下で演奏技術を身につけた鉄雄は5年後日本に帰国し、成田縁と出会う。縁は鉄雄のピアノ伴奏を務めることになる。東寺音楽コンクールに出場した鉄雄は、天才有名チェリストとして名を馳せている郁未と再会を果たす。鉄雄は百合子から禁じられた「技術だけの演奏」を披露するが思うような演奏ができず予選落ちする。

## 登場人物
手塚 鉄雄（てづか てつお）
本作の主人公。6歳のころにチェロに魅せられてから演奏相手を探しつつ1人でチェロを弾き続ける。東京のコンクールでの優勝経験を持ち、周囲から神童と呼ばれているが、自分にはその才能がない事には気付いており、百合子には「才能がない」などと評されていた。12歳の時に百合子に弟子入りしイタリアへと渡る。
橘 郁未（たちばな いくみ）
本作のもう1人の主人公。母親は日本人であり、父親はアメリカ人と推定されている。海難事故の生還者であり、生還後は心を閉ざし誰にも口を利かなかったが、ある時鉄雄の弾いていたチェロの演奏をきっかけに鉄雄にのみ心を開く。真似をしただけでドヴォルザークチェロ協奏曲を簡単にマスターし、周囲の演奏者のペースを乱すほどの実力を持つ。
手塚 哲郎（てづか てつろう）
鉄雄の兄。12歳にして将来を見つめ立ち向かう鉄雄と郁未の姿に心を動かされ、一浪して大学に進学した後スポーツ心理学を学べる大学へ入り直している。卒業後はスポーツ心理学を応用したメンタルトレーナーの事務所に勤めている。作中では弾いていないが、それ以前は自らもチェロを弾いていた。
蘇我 百合子（そが ゆりこ）
日本有数のチェリスト。イタリアに住んでおり、毎年夏に日本に帰省し哲雄たちが暮らす家に滞在している。鉄雄からの弟子入りの懇願に最初は突っぱねていたが最終的には受け入れる。
成田 縁（なりた ゆかり）
ピアニストの女子高生。縁が師事している先生が百合子と知り合いであるため縁も百合子との関わりがある。

## 書誌情報
- 穂積『僕のジョバンニ』小学館〈FLOWER COMICS α〉、既刊5巻（2019年9月10日現在）
  1. 2016年12月9日発売、ISBN 978-4-09-138682-3
  2. 2017年8月10日発売、ISBN 978-4-09-139425-5
  3. 2018年5月10日発売、ISBN 978-4-09-870121-6
  4. 2019年1月10日発売、ISBN 978-4-09-870282-4
  5. 2019年9月10日発売、ISBN 978-4-09-870543-6